# 베르귄/브라보잉역
베르귄/브라보잉역(Bergün/Bravuogn)은 스위스 그라우뷘덴주에 있는 베르귄 필리주어 자치제에 있는 기차역이다. 래티셰 철도의 1,000mm 미터궤 알불라선에 위치해 있다. 시간별 서비스는 이 구간에서 운영된다.
알불라 철도 박물관이 역에 있다. RhB Ge 6/6 #407 “crocodile”이 입구에 배치되었다.

## 운행편
다음 서비스는 베르귄/브라보잉에서 정차한다:
- 베르니나 익스프레스 : 쿠어와 티라노 사이를 하루에 여러 번 왕복
- 인터레기오 : 쿠어와 생모리츠 사이를 매시간 운행
- 레기오 : 쿠어와 생모리츠 간 제한된 운행